# Hypercompe simplex
Hypercompe simplex là một loài bướm đêm thuộc phân họ Arctiinae, họ Erebidae.